# Пилтене
Пилтене (произношение) (на латвийски: Piltene) е град в северозападна Латвия, намиращ се в историческата област Курземе и в административен район Вентспилс. Пилтене е разположен на река Вента. Населението му е 903 жители (по приблизителна оценка от януари 2018 г.).

## История
През 1234 територията на Пилтене е включена в епископията на Курландия, състояща се от три отделни анклава. В края на 13 век анклавите стават владение на Ливонския орден. През 1520 става Пилтене става част от Свещената римска империя. През 1557 Пилтене официално получава статут на град.
Земите на Пилтене са продадени на датския крал Фредерик II, който преотстъпва земята на брат си Магнус херцог на Холщайн под формата на апанаж. 1585 Магнус продава земите на Жечпосполита, който през същата година разделя територията на три отделни поделения: Пилтене, Донданген и Амботен. През 1611 Жечпосполита включва цялата територията като част от полска Ливония под името Област Пилтене. В 1660 Пилтене е даден на Графа на Курландия Якоб Кетлер под формата на крупен феодален имот.
В периода 1701 – 1709 Пилтене е окупиран от Швеция, с прекъсване само между 1705 – 1706, когато е под контрола на руската армия. През 1795 територията на Пилтене е анексирана от Руската империя, която обещава, че ще запази независимостта на района, но през 1796 Пилтене губи автономията си, за да получи на следващата година частична административна независимост. В периода 1812 – 1818 е окупиран от Франция и включен в Херцогството на Курландия, Семигалия и Пилтен. През 1818 отново става част от Русия и областта Курземе и остава под руски контрол до независимостта на Латвия в периода 1920 – 1940. От 1940 до 1990 Пилтене е част от Латвийска ССР.